# Uvariodendron giganteum
Espèce
Synonymes
- Uvaria gigantea Engl.[1]

Statut de conservation UICN

 VU B2ab(iii) : Vulnérable
Uvariodendron giganteum (Engl.) R. E. Fr. est une espèce de plantes à fleurs de la famille des Annonaceae et du genre Uvariodendron. C'est un arbuste ou un petit arbre présent au Cameroun et au Gabon.

## Description
C'est un arbuste ou petit arbre dont la hauteur est comprise entre 5 et 10 m. Il doit son épithète spécifique giganteum à ses feuilles géantes .

## Distribution
Assez rare, l'espèce a d'abord été collectée au début du 20e siècle sur le mont Cameroun et à Yaoundé, mais n'a pas été retrouvée sur le premier site malgré des recherches intensives dans les années 1990. 

Au Cameroun, on ne lui connaît plus que deux localisations dans les monts Bakossi, la réserve forestière de la rivière Mungo et le mont Koupé au-dessus de Nyasoso.

Au Gabon, trois collections sur deux sites avaient été réunies dans les années 1960.